# N-Desalchilflurazepam
Il N-desalchilflurazepam, conosciuto anche come norflurazepam è uno psicofarmaco appartenente alla categoria delle benzodiazepine ed è un analogo delle benzodiazepine e un metabolita attivo di molti altri farmaci benzodiazepinici tra cui flurazepam, flutoprazepam, fludiazepam, midazolam, flutazolam, quazepam e loflazepato di etile. È ad azione prolungata, incline all'accumulo e si lega in modo non selettivo ai vari recettori delle benzodiazepine.